# Tyrannochthonius multidentatus
Espèce
Tyrannochthonius multidentatus est une espèce de pseudoscorpions de la famille des Chthoniidae.

## Distribution
Cette espèce est endémique du Guizhou en Chine. Elle se rencontre dans le xian de Fenggang dans la grotte Guanyin et dans le xian de Sinan dans la grotte Anjialin.

## Description
Les mâles mesurent de 1,97 à 1,99 mm et les femelles de 1,91 à 2,16 mm.

## Systématique et taxinomie
Cette espèce a été décrite par Hou, Feng et Zhang en 2023.

## Publication originale
- Hou, Feng & Zhang, 2023 : « Diversity of cave-dwelling pseudoscorpions from Guizhou in China, with the description of twenty-four new species of the genus Tyrannochthonius (Pseudoscorpiones, Chthoniidae). » Zootaxa, no 5262(1), p. 1–158.